# Aimé-Benjamin Fleuriau (1785-1862)
Pour les articles homonymes, voir Fleuriau.
Aimé Benjamin Fleuriau de Touchelonge est un officier de marine, administrateur colonial et maître des requêtes français, né le 12 juin 1785 à La Rochelle (Charente-Inférieure) et mort le 3 décembre 1862 dans le 8e arrondissement de Paris.

## Biographie
Petit-fils et filleul du planteur et négociant rochelais Aimé-Benjamin Fleuriau, Aimé-Benjamin Fleuriau est le fils d'Aimé-Paul Fleuriau, seigneur de Touchelonge, conseiller-secrétaire du roi, receveur général des finances à Moulins et de Julie-Catherine Laval. Ses parents, effrayés par les excès de la Révolution, quittent la France pour aller s'établir en Allemagne où il fait ses études.
Il s'embarque comme novice marin sur les bateaux de l'État le 1er octobre 1798, aspirant de 1re classe le 7 décembre 1802, embarqué sur la frégate Sémillante (en) qui faisait partie de l'escadre de l'amiral Linois qui a fait la campagne dans l'océan Indien. Il est ensuite passé sur l'Atalante qui a fait naufrage dans la rade du cap de Bonne-Espérance le 3 novembre 1805. Il est blessé au cours de la bataille de Blaauwberg avec deux brigades anglaises venues prendre possession de la ville du Cap qui était alors sous souveraineté hollandaise. Il est envoyé prisonnier sur parole en France. Il est nommé enseigne de vaisseau le 12 juillet 1808 et envoyé au port d'Anvers sous les ordres de Guy Pierre de Kersaint, préfet maritime d'Anvers. Il est chargé d'une mission sur l'état du port et de dresser les cartes des différentes passes. Il est ensuite nommé sur le frégate Iphigénie. Il est nommé lieutenant de vaisseau le 28 mai 1812. Son navire est pris en 1814 par un vaisseau et une corvette sous les ordres de l'amiral anglais Philip Charles Durham. Il est emmené prisonnier en Angleterre.
Aimé-Benjamin de Fleuriau est libéré après le retour de Louis XVIII, en 1815. Il est nommé capitaine de frégate le 18 juillet 1816. Il fait alors partie de la compagnie des gardes du pavillon attachée au Grand-Amiral de France, le duc d'Angoulême. Il commande ensuite les bricks Sylène et Euryale. Pendant les Cent-Jours, il se retire et ne reprend du service dans la marine qu'après juillet 1815 en commandant l'Euryale à destination des Antilles.
Aimé-Benjamin Fleuriau est rappelé en France en 1817 puis nommé commandant, gouverneur par intérim de la colonie française du Sénégal, entre 1817 et 1819, pendant une absence du gouverneur Julien Schmaltz. Pendant cet intérim, à Saint-Louis du Sénégal, il épouse « à la mode du pays » une métisse - Thérèse Renaud (1796-1841) - dont il a une fille, Élisa Fleuriau, née le 10 juillet 1819 qui se marie le 23 juillet 1841 avec Sauveur Gasconi, capitaine au long cours et négociant marseillais. Le quatrième de leurs six enfants est le député Alfred Gasconi (1841-1929).
Après avoir survécu au naufrage de la Méduse, Gaspard Théodore Mollien le convainc de lui confier la mission d'explorer l'intérieur du Sénégal, jusqu'au cœur du Fouta-Djalon en 1818. Il écrit un rapport le 27 août 1818 souhaitant que le vocabulaire wolof établi par Jean Dard soit publié et que soit envisagée l'ouverture d'une école de filles. Joseph Elzéar Morénas dénonce la traite négrière faite à partir de Saint-Louis du Sénégal grâce à la passivité de l'administration des gouverneurs Schmaltz et Fleuriau, en contradiction de l'interdiction décrétée le 20 novembre 1815 et de l'ordonnance royale du 8 janvier 1817. Fleuriau fait son retour en France en novembre 1819.
Après avoir participé à diverses commissions, il reçoit le commandement de la corvette la Pomone en octobre 1821. Il fait un voyage de 21 mois entre la Martinique, Lima et la France, entre 1822 et 1824, et fait l'essai d'un poêle ventilateur pour lutter contre le scorbut dont il relate le résultat dans une lettre du 24 février 1824.
Il épouse à Paris le 30 octobre 1824 avec Geneviève-Françoise-Désirée-Elisa du Buc (1803-1879), fille de Louis-François Dubuc, de la famille créole du Buc de la Martinique. Leur fils, Louis-Aimé de Fleuriau (1827-1891) - secrétaire d'ambassade et conseiller général de la Charente-Inférieure - est le père d'Aimé Joseph de Fleuriau (1870-1938).
Promu capitaine de vaisseau, le comte de Chabrol-Crouzol, ministre de la Marine, le nomme secrétaire du Conseil d'amirauté en 1824. Il occupe ce poste jusqu'en novembre 1827, date de sa désignation comme commandant de la station des Antilles. Il est rappelé en France en tant que directeur de la Marine à Brest en 1830.
En 1826, dans le cadre de l'Indemnisation par la république d'Haïti des anciens propriétaires français d'esclaves, Aimé-Benjamin, son oncles et ses deux tantes, touchent chacun la somme de 54 143 Francs or en dédommagement de la perte de leurs plantations et esclaves, à la suite de la Révolution haïtienne.
En 1831, les colonies françaises restantes sont appelées à désigner des délégués auprès du gouvernement. La Martinique choisit alors Fleuriau pour délégué. À la suite de l'envoi d'un mémoire au ministre de la Marine et des Colonies relatif à l'amélioration du régime des colonies par Cyrille Bissette, il publie une brochure qui entraîne une nouvelle réponse de la part de Bissette en 1831.
Il est mis à la retraite de la Marine royale en novembre 1837. Il est rappelé par le ministre de la Marine Rosamel en tant que directeur du personnel et des opérations maritimes au Ministère de la Marine et des Colonies par ordonnance royal le 25 février 1838. Il est nommé maître des requêtes au Conseil d'État à la même date.
Il est inhumé à Paris dans le caveau de famille situé dans la 21e division du cimetière du Père-Lachaise.

## Distinctions
- Chevalier de la Légion d'honneur, en août 1814,
- Officier de la Légion d'honneur, juillet 1820,
- Commandeur de la Légion d'honneur, avril 1834,
- Grand officier de la Légion d'honneur, avril 1847[13].
- Chevalier de l'Institution du Mérite militaire, avril 1817.